# آبشار هاپتون
آبشار هاپتون (به انگلیسی: Hopetoun Falls) آبشاری است که در کشور استرالیا واقع شده‌است و بلندترین ریزشگاه آن ۳۰ متر ارتفاع دارد. حوضهٔ آبریز این آبشار، رود هاپتون است.